# Métro 2034
Pour les articles homonymes, voir Metro.
Métro 2034 (titre original en russe : Метро 2034) est un roman de Dmitri Gloukhovski publié en langue originale en 2009 puis en France en 2011. Il fait suite au roman Métro 2033.

## Résumé
Depuis les évènements qui ont commencé et fini à la station de métro VDNKh, une année s’est passée. Les « Noirs », qui étaient considérés comme une menace mortelle, ont disparu, exterminés par Artyom et ses alliés, les Rangers.
De l’autre côté du Métro, les habitants de la station Sevastopolskaya se battent pour survivre contre de nouvelles menaces qui les envahissent constamment. Le destin de la station dépend
des approvisionnements en armes et munitions, qui soudainement se sont arrêtés en l’absence des caravanes marchandes et de leurs communications.
Pour résoudre le mystère et pour permettre le réapprovisionnement de la station, un petit groupe est envoyé : Le jeune Ahmed, le vieil écrivain Homère et le Ranger Hunter, qui après s’être perdu parmi les Noirs fut retrouvé mais avec quelques troubles de la mémoire. Leur petit groupe est agrandi par la suite avec Sacha, la fille d’un ancien maître de station qui fut banni.
Qui est vraiment Hunter ? Quels secrets sont cachés dans les tunnels sombres du Métro ? Et nos héros arriveront-ils à sauver ce qu’il reste de l’humanité dans les coins du Métro les plus sombres ?
Le livre commence à la station Sevastopolskaïa, en marge des autres stations du métro. Elle est soutenue par la Hanse, car elle est l'une des plus grandes productrice d'électricité du Métro. Toutefois, elle est régulièrement victime d'attaques de mutants. Aussi, l'alliance de la Hanse lui fournit hebdomadairement des munitions. L'histoire commence lorsque les munitions et les communications sont coupées. Aucun des éclaireurs partis n'est jamais revenu. Hunter, qui avait disparu au cours de Métro 2033, a réapparu dans cette station isolée où il décide d’entreprendre une mission de reconnaissance. Il part accompagné d'Homère, un homme ayant la soixantaine, connaissant les dangers du métro, et d'Ahmed, un jeune homme désigné pour faire office de courrier à la demande de Hunter.

## Personnages
- Hunter alias « le brigadier » le combattant impitoyable revenu d'entre les morts, rongé de l'intérieur par les ténèbres, présent dans Métro 2033.
- Nikolaï Ivanovitch alias « Homère » qui a tout perdu aux premiers instants de la guerre et projette d'ériger un mémorial à l'humanité disparue.
- Sacha, toute jeune fille adolescente que Hunter et Homère trouveront sur leur route dans une station où elle a vécu en exil avec son père.

## Univers
L'action se déroule essentiellement dans les tunnels sombres et les stations mal éclairées du métro moscovite où une population hétéroclite de survivants d'une apocalypse nucléaire tente de survivre une génération après l'holocauste atomique ayant probablement eu lieu au début du XXIe siècle. Les stations sont devenues pour la plupart des entités à part réunissant pour certaines des groupes néonazis, pour d'autres des nostalgiques du communisme, ou encore des sectaires apocalyptiques. La violence y est monnaie courante entre les attaques de mutants venant de la surface, et celle des autres factions du métro essayant d’accaparer les richesses des stations pour survivre (centrale de secours fournissant l'électricité, viande de porc, champignonnières, réserves d’eau, etc.). Certaines factions comme celle de la Hanse sont plus ou moins organisées que d'autres et peuvent fournir de l'électricité à leurs populations ainsi que des forces d'autodéfense suffisamment organisées pour pouvoir vivre dans une relative tranquillité...

## Adaptation vidéoludique
Le roman ne fut pas adapté en jeu vidéo. Les développeurs de Metro: Last Light, sorti en 2013, décidèrent de reprendre l'histoire d'Artyom, protagoniste du premier opus, plutôt que de suivre le roman.